# Německo na Hopmanově poháru
Německo na Hopmanově poháru poprvé startovalo v premiérovém ročníku, hraném roku 1989 pod hlavičkou Spolkové republiky Německo ve složení Steffi Grafová a Patrik Kühnen. Celkově do turnaje zasáhlo osmnáctkrát, z toho mezi lety 1991–1998 osmkrát v řadě.
Nejlepším výsledkem jsou dvě vítězství z let 1993 a 1995. První z nich dosáhli Steffi Grafová a Michael Stich finálovou výhrou nad Španělskem v poměru 2:0 na zápasy. O dva roky později pak Anke Huberová s Borisem Beckerem přehráli stejným poměrem Ukrajinu.
V roce 1994 se opět Huberová a Bernd Karbacher probojovali do finále, v němž nestačili na nejvýše nasazený český pár Jana Novotná a Petr Korda poměrem utkání 1:2. Jako poražení finalisté skončili podruhé němečtí reprezentanti na Hopman Cupu 2018, do něhož zasáhli debutující bývalá světová jednička Angelique Kerberová a úřadující světová čtyřka Alexander Zverev. Závěrečný duel proti Švýcarsku, reprezentovanému Bencicovou s Federerem, rozhodla až závěrečná smíšená čtyřhra v neprospěch Němců. Finále 2019 představovalo reprízu rok starého souboje, když v něm opět Federer s Bencicovou porazili německé reprezentanty, světovou čtyřku Alexandra Zvereva a dvojku Kerberovou 2–1 na zápasy až díky závěrečnému mixu. V tiebreaku třetí, rozhodující, sady smíšené čtyřhry přitom nevyužili Němci za stavu míčů 4:3 mečbol.
Ve skupinovém herním systému se Německu nikdy nepodařilo postoupit ze základní fáze do finále.
Týmovým statistikám vévodí bývalá světová čtyřka Anke Huberová, která vyhrála nejvyšší počet třinácti zápasů, deseti dvouher a jako Anna-Lena Grönefeldová tři mixy během čtyř účastí v soutěži.

## Tenisté
Tabulka uvádí seznam německých tenistů, kteří reprezentovali stát na Hopmanově poháru.
| Jméno                  | Celkem | Dvouhra | Čtyřhra | Poprvé | Startů |
| ---------------------- | ------ | ------- | ------- | ------ | ------ |
| Boris Becker           | 5–3    | 5–0     | 0–3     | 1992   | 2      |
| Petra Begerowová       | 0–6    | 0–3     | 0–3     | 1997   | 1      |
| Isabel Cuetová         | 1–1    | 1–0     | 0–1     | 1991   | 1      |
| Steffi Grafová         | 8–4    | 6–1     | 2–3     | 1989   | 3      |
| Anna-Lena Grönefeldová | 4–6    | 1–5     | 3–1     | 2005   | 2      |
| Tommy Haas             | 4–7    | 3–6     | 2–5     | 1998   | 3      |
| Anke Huberová          | 13–12  | 10–3    | 3–9     | 1994   | 4      |
| Bernd Karbacher        | 5–9    | 3–4     | 2–5     | 1994   | 2      |
| Angelique Kerberová    | 12–4   | 8–0     | 4–4     | 2018   | 2      |
| Nicolas Kiefer         | 3–6    | 2–3     | 1–3     | 2006   | 2      |
| Philipp Kohlschreiber  | 0–5    | 0–3     | 0–2     | 2010   | 1      |
| Patrik Kühnen          | 2–2    | 1–1     | 1–1     | 1989   | 1      |
| Sabine Lisická         | 5–10   | 4–5     | 1–5     | 2009   | 3      |
| Tatjana Mariová        | 0–4    | 0–2     | 0–2     | 2013   | 1      |
| Andrea Petkovicová     | 2–5    | 1–3     | 1–2     | 2013   | 2      |
| Martin Sinner          | 2–4    | 1–2     | 1–2     | 1996   | 1      |
| Carl-Uwe Steeb         | 0–2    | 0–1     | 0–1     | 1991   | 1      |
| Michael Stich          | 3–2    | 2–1     | 1–1     | 1993   | 1      |
| Alexander Zverev       | 13–15  | 7–7     | 6–8     | 2016   | 4      |

## Výsledky
| Rok    | Fáze soutěže     | Místo konání         | Soupeř         | Výsledek | Stav   |
| ------ | ---------------- | -------------------- | -------------- | -------- | ------ |
| 1989   | první kolo       | Burswood Dome, Perth | Francie        | 3–0      | výhra  |
| 1989   | semifinále       | Burswood Dome, Perth | Austrálie      | 1–2      | prohra |
| 1991   | první kolo       | Burswood Dome, Perth | Československo | 1–2      | prohra |
| 1992   | čtvrtfinále      | Burswood Dome, Perth | Francie        | 2–1      | výhra  |
| 1992   | semifinále       | Burswood Dome, Perth | Československo | 1–2      | prohra |
| 1993   | čtvrtfinále      | Burswood Dome, Perth | Ukrajina       | 2–1      | výhra  |
| 1993   | semifinále       | Burswood Dome, Perth | Francie        | 2–1      | výhra  |
| 1993   | finále           | Burswood Dome, Perth | Španělsko      | 2–1      | výhra  |
| 1994   | první kolo       | Burswood Dome, Perth | Jižní Afrika   | 2–1      | výhra  |
| 1994   | čtvrtfinále      | Burswood Dome, Perth | Spojené státy  | 2–1      | výhra  |
| 1994   | semifinále       | Burswood Dome, Perth | Rakousko       | 2–1      | výhra  |
| 1994   | finále           | Burswood Dome, Perth | Česko          | 1–2      | prohra |
| 1995   | čtvrtfinále      | Burswood Dome, Perth | Rakousko       | 2–1      | výhra  |
| 1995   | semifinále       | Burswood Dome, Perth | Francie        | 2–1      | výhra  |
| 1995   | finále           | Burswood Dome, Perth | Ukrajina       | 3–0      | výhra  |
| 1996   | základní skupina | Burswood Dome, Perth | Nizozemsko     | 2–1      | výhra  |
| 1996   | základní skupina | Burswood Dome, Perth | Austrálie      | 2–1      | výhra  |
| 1996   | základní skupina | Burswood Dome, Perth | Švýcarsko      | 0–3      | prohra |
| 1997   | základní skupina | Burswood Dome, Perth | Jižní Afrika   | 0–3      | prohra |
| 1997   | základní skupina | Burswood Dome, Perth | Rumunsko       | 0–3      | prohra |
| 1997   | základní skupina | Burswood Dome, Perth | Švýcarsko      | 0–3      | prohra |
| 1998   | základní skupina | Burswood Dome, Perth | Francie        | 0–3      | prohra |
| 1998   | základní skupina | Burswood Dome, Perth | Jižní Afrika   | 1–2      | prohra |
| 1998   | základní skupina | Burswood Dome, Perth | Spojené státy  | 1–2      | prohra |
| 20051) | základní skupina | Burswood Dome, Perth | Rusko          | 2–1      | výhra  |
| 20051) | základní skupina | Burswood Dome, Perth | Itálie         | 2–1      | výhra  |
| 20051) | základní skupina | Burswood Dome, Perth | Argentina      | 1–2      | prohra |
| 20062) | základní skupina | Burswood Dome, Perth | Austrálie      | 2–1      | výhra  |
| 20062) | základní skupina | Burswood Dome, Perth | Argentina      | 1–2      | prohra |
| 20062) | základní skupina | Burswood Dome, Perth | Nizozemsko     | 0–3      | prohra |
| 20093) | základní skupina | Burswood Dome, Perth | Austrálie      | 2–1      | výhra  |
| 20093) | základní skupina | Burswood Dome, Perth | Spojené státy  | 2–1      | výhra  |
| 20093) | základní skupina | Burswood Dome, Perth | Slovensko      | 0–3      | prohra |
| 20104) | základní skupina | Burswood Dome, Perth | Rusko          | 1–2      | prohra |
| 20104) | základní skupina | Burswood Dome, Perth | Velká Británie | 1–2      | prohra |
| 20104) | základní skupina | Burswood Dome, Perth | Kazachstán     | 0–2      | prohra |
| 20135) | základní skupina | Perth Arena, Perth   | Austrálie      | 0–3      | prohra |
| 20135) | základní skupina | Perth Arena, Perth   | Itálie         | 1–2      | prohra |
| 20135) | základní skupina | Perth Arena, Perth   | Srbsko         | 0–3      | prohra |
| 2016   | základní skupina | Perth Arena, Perth   | Austrálie      | 0–3      | prohra |
| 2016   | základní skupina | Perth Arena, Perth   | Francie        | 2–1      | výhra  |
| 2016   | základní skupina | Perth Arena, Perth   | Velká Británie | 0–2      | prohra |
| 2017   | základní skupina | Perth Arena, Perth   | Francie        | 1–2      | prohra |
| 2017   | základní skupina | Perth Arena, Perth   | Švýcarsko      | 1–2      | prohra |
| 2017   | základní skupina | Perth Arena, Perth   | Velká Británie | 2–1      | výhra  |
| 2018   | základní skupina | Perth Arena, Perth   | Belgie         | 2–1      | výhra  |
| 2018   | základní skupina | Perth Arena, Perth   | Kanada         | 3–0      | výhra  |
| 2018   | základní skupina | Perth Arena, Perth   | Austrálie      | 2–1      | výhra  |
| 2018   | finále           | Perth Arena, Perth   | Švýcarsko      | 1–2      | prohra |
| 2019   | základní skupina | Perth Arena, Perth   | Španělsko      | 3–0      | výhra  |
| 2019   | základní skupina | Perth Arena, Perth   | Francie        | 2–1      | výhra  |
| 2019   | základní skupina | Perth Arena, Perth   | Austrálie      | 2–1      | výhra  |
| 2019   | finále           | Perth Arena, Perth   | Švýcarsko      | 1–2      | prohra |

1) V posledním mezistátním utkání s Argentinou si Tommy Haas během dvouhry natáhl stehenní sval a byl přinucen zápas skrečovat, stejně tak nenastoupil do smíšené čtyřhry, což pro Německo znamenalo ztrátu dvou bodů.

2) Kvůli problémům se zády nemohl Nicolas Kiefer nastoupit k finálovému zápasu proti Nizozemsku a Německo tak ztratilo dva body bez boje.

3) Nicolas Kiefer si během dvouhry ve finále proti Slovensku natrhl dva vazy kloubního pouzdra hlezna. Byl přinucen utkání skrečovat a nemohl ani nastoupit do smíšené čtyřhry, čímž Německo ztratilo dva body.

4) Smíšená čtyřhra proti Kazachstánu nebyla za rozhodnutého stavu odehrána.

5) Petkovicová odehrála v roce 2013 pouze jeden set dvouhry proti Austrálii. Utkání skrečovala a v dalších dvou mezistátních duelech ji nahradila Tatjana Maleková. Australský junior Thanasi Kokkinakis nastoupil do mixu třetího mezistátního utkání proti Srbsku poté, co odstoupil Haas. Utkání mělo exhibiční charakter a Srbům se započítávala výhra 6–0, 6–0.